# Gintautas Bužinskas
Gintautas Bužinskas (ur. 22 marca 1960 w Kołtynianach) – litewski prawnik cywilista, polityk, minister sprawiedliwości w latach 2004–2006.

## Życiorys
W 1983 ukończył studia na Wydziale Prawa Uniwersytetu Wileńskiego. W 1988 ukończył aspiranturę na Wydziale Prawa Uniwersytetu Moskiewskiego.
Od 1983 do 1984 pracował jako asystent, a od 1988 do 1989 jako starszy asystent w katedrze prawa cywilnego na Wydziale Prawa Uniwersytetu Wileńskiego. W latach 1989–1990 odbył staż na Wydziale Prawa Uniwersytetu w Heidelbergu. Po powrocie na Litwę objął stanowisko kierownika wydziału organizacji międzynarodowych w Ministerstwie Spraw Zagranicznych. W latach 1993–1994 zajmował stanowisko dyrektora spółki "Natufarm". Od 1994 ponownie był zatrudniony na Wydziale Prawa Uniwersytetu Wileńskiego. Pracował jako starszy asystent, a następnie docent w katedrze prawa pracy. W latach 1997–2004 pełnił funkcję prodziekana Wydziału Prawa.
W 2004 został wybrany do Sejmu jako kandydat Partii Pracy. 20 grudnia 2004 zrzekł się mandatu. 14 grudnia 2004 powołano go na stanowisko ministra sprawiedliwości w rządzie Algirdasa Brazauskasa. Funkcję tę pełnił do 18 lipca 2006.
W 2006 powrócił do pracy na stanowisku docenta w katedrze prawa pracy na Uniwersytecie Wileńskim.